# Fillip Jacobsen
Bernard Fillip Jacobsen, född 20 maj 1864 på Risøya, Troms fylke, Norge, död 1935 i Bella Coola, British Columbia, Kanada, var en norsk amatöretnograf och äventyrare.

## Biografi
Fillip Jacobsen och hans bror Adrian Jacobsen (1853–1947) växte båda upp nära Tromsö, Norge, långt ovanför polcirkeln. Fadern, Jacob Carl Gregriussen (1816–1908), hade i slutet av 1830-talet köpt den lilla ön Risøya, inte långt från Tromsö, och flyttat dit med sin hustru Erika Pauline Eriksdatter (1819–1900). Familjen bedrev jakt, fiske och jordbruk. På den närliggande ön Spetsbergen fanns det säl, valross, vitval, isbjörn, haj och ejder.
Sommaren 1884 anlände Fillip till New York, USA, varifrån han fortsatte till nordvästkusten och British Columbia, Kanada, där han bodde under resten av sitt liv. Han var en av de första européerna att bosätta sig i Clayoquot på Vancouver Island, där han drev en butik och skötte affärerna för en flotta bestående av fyra sälfångstfartyg. Han uppmuntrade till bosättning i regionen och besökte de inhemska byarna för att samla artefakter som han sålde till museer i bland annat Tyskland. Han skrev artiklar om sina bedrifter och om regionen och dess urfolk, vilka publicerades vida omkring och på ett flertal språk, några av dem i de norskspråkiga amerikanska tidningarna Washington Posten och Tacoma Tidende, i den tyska tidningen Das Ausland, samt i den svenska tidskriften Ymer. Artiklarna innehöll bland annat reseskildringar samt beskrivningar av infödda danser och legender.
I november 1899 var skonaren Hera på väg från Seattle till Honolulu med en last på 700 ton, bland annat 60 000 flaskor öl. Det rådde storm när fartyget skulle lämna sundet vid Juan de Fuca-plattan. En brand bröt ut ombord, vilket tvingade Hera att gå in i Clayoquot Sound utanför byn Tofino. Besättningen övergav fartyget och hjälptes iland av Fillip Jacobsen, Harlem C. Brewster (senare premiärminister i British Columbia) och andra, vilka hade gett sig ut i en roddbåt för att hjälpa till med räddningen. För denna tapperhet mottog Fillip medaljer från Canadian Royal Humane Society och från USA:s president William McKinley för "iögonfallande hjältemod".

## Världsutställning och etnografika
Fillip Jacobsen samarbetade 1886 med bland andra etnologen George Hunt (1854–1933), antropologen James Alexander Teit (1864–1922) och arkeologen Harlan Ingersoll Smith (1872–1940) för att samla in den information som antropologen Franz Boas (1858–1942) använt i sin studie av kulturella relationer på nordvästkusten. Han försåg Boas med föremål av inhemskt ursprung, vilket omnämns i katalogerna till världsutställningen World´s Columbian Exposition i Chicago 1893. Fillips samling, omfattande nästan 200 föremål, inköpt av Royal British Columbia Museum i Victoria 1893, utgjorde grunden för museets etnografiska samlingar.

Dansmask från urfolket nuxalk (bella coola) i British Columbia, i gestalt av en antropomorf korp, troligtvis insamlad av Fillip Jacobsen.

Antropologen Gustaf Retzius och hans hustru Anna Hierta-Retzius företog 1893 en forskningsresa till Nordamerika för att bland annat köpa in samlingar till det blivande Etnografiska museet i Stockholm. De besökte världsutställningen i Chicago där de träffade Franz Boas och Fillips bror Adrian. Efter världsutställningen besökte de under några veckor nordvästkusten och British Columbia. I Bella Bella träffade de Fillip Jacobsen som möjliggjorde för dem att besöka flera olika platser och inhandla etnografika. En stor del av föremålen i butikerna i Victoria var insamlade av bröderna Jacobsen. Stora delar av de samlingar Retzius förvärvade under denna resa finns idag på Etnografiska museet, drygt 700 föremål.

## Familj
Fillip Jacobsen var son till Jacob Carl Gregoriussen (1816–1908) och Erika Pauline Eriksdatter (1819–1900). Han gifte sig med Helga Thorsen (1876–1935) och de fick sonen Thorvald Henning Edvard (f. 1883). 1913 adopterades den 14 månader gamla Gudrun Eide (1912–1992), som fötts i Stavanger och förts till Bella Coola av släktingar till Helga.